# Guettarda
Guettarda es un género de plantas fanerógamas de la familia Rubiaceae, endémica del sur de Sudamérica y América Central.  Son arbustos y arbolitos. En Cuba se los conoce con el nombre de cuero.
El género fue nombrado en honor del naturalista francés del siglo XVIII Jean-Étienne Guettard.

## Especies selectas
- G. acreana K.Krause
- G. brenesii Standl.
- G. comata Standl.
- G. combsii Urb.
- G. crispiflora Vahl
- G. foliacea Standl.
- G. macrosperma Donn. Sm.
- G. poasana Standl.
- G. sanblasensis Dwyer
- G. tournefortiopsis Standl.
- G. turrialbana N. Zamora & Poveda.
- G. uruguayensis Müll.